# Грб Бара
Грб Бара је званични грб црногорске општине Бар, усвојен 15. децембра 2006. године.

## Опис грба
Грб је званично одобрен након осамостаљивања Црне Горе. На плавом штиту се налазе три вертикалне пруге, од чега су двије златне и једна централна зелене боје. Плава боја на штиту симболизује Јадранско море и Скадарско језеро између који лежи Барска општина. Златне пруге представљају насеља у Скадарском басену, односно Црмници, и Јадранском басену. Зелена пруга означава планински масив који раздваја ове басене. Централни штит држе два златна вука засноване на хералдичком наслијеђу Балшића, који стоје на златној ленти са наличјем плаве боје. На ленти је натпис (мото) „1042“. Овај број се односи на годину чувене Барске битке. Испод ленте стоје двије спојене гране маслине.
Грб је овјенчан бедемском круном са три видљива бедемска грудобрана, која говори о броју становника и самоуправном статусу унутар Црне Горе.
Аутор грба је Срђан Марловић, аутор грбова Подгорице, Котора, Херцег Новог.